# 主教長
主教長或首席主教（拉丁語：Primus，意譯「第一」）是基督宗教部分宗派給予主教的頭銜。視乎各教會之傳統和習俗，首席主教可享司法權或只是虛位的榮譽。

## 聖公宗
在聖公會，主教長是普世聖公宗三十八個教會（教省）的大主教或主席主教。這些教會中，有些自成一個教省，由大主教領導，例如香港聖公會；有些則再內分為多個教省，由主席主教領導，例如美國聖公會。
自1978年，坎特伯雷大主教會邀請各位聖公會的主教長參與普世聖公宗教省主教長會議，聚集共商普世聖公宗之聖工與未來方向。這個會議並沒有司法權，但卻是一個非正式的工具讓普世聖公宗的教省主教長聯合起來。

## 天主教會

天主教（非樞機的）首席主教牧徽

在天主教會，首席主教是管轄多個教省的主教，通常是第一個總教區的總主教，權力最高可大至管轄一國內所有教省。例如坎特伯雷大主教（已從天主教分裂）管轄英格蘭內所有教省。
歷史上，首席主教享有極高權力，可以召集和主持宗教會議、主持主教的就職典禮、審理教省總主教法庭的上訴、為君主加冕等。現時，「首席主教」衹是一榮銜，官方《天主教英漢袖珍辭典》指出「依教會法，唯有教宗方能稱為首席主教。」